# Dario Franceschini
Dario Franceschini (* 19. října 1958 Ferrara) je italský politik, právník a spisovatel. V letech 2014–2018 a 2019–2022 zastával funkci italského ministra kultury.
Je členem Demokratické strany, v níž patří k frakci AreaDem. Označuje se za levicového křesťana.
Je synem poslance Giorgia Franceschiniho. Vystudoval práva na Ferrarské univerzitě a pracoval jako auditor. Od roku 1980 byl městským radním ve Ferraře a v roce 2001 byl poprvé zvolen do Poslanecké sněmovny za alianci L'Ulivo. V letech 2006–2008 vedl její poslanecký klub. V roce 2009 byl tajemníkem Demokratické strany. V letech 2013–2014 zastával funkci ministra pro vztahy s parlamentem ve vládě Enrico Letta. V letech 2014–2018 a 2019–2022 vedl ministerstvo pro kulturu a turismus.
Je autorem románů Nelle vene quell'acqua d'argento, La follia improvvisa di Ignazio Rando, Daccapo a Mestieri immateriali di Sebastiano Delgado. Je porotcem literární Ceny Strega. Byla mu udělena America Award a španělský řád Alfonse Moudrého.

## Publikovaná práce
- Il Partito popolare a Ferrara: cattolici, socialisti e fascisti nella terra di Grosoli e don Minzoni (1985)[3]
- Nelle vene quell'acqua d'argento (2006)[4]
- La follia improvvisa di Ignazio Rando (2007)[5]
- In 10 parole. Sfidare la Destra sui valori (2009)[6]
- Daccapo (2011)[7]
- Mestieri immateriali di Sebastiano Delgado (2013)[8]
- Disadorna e altre storie (2017)[9]

## Vyznamenání
- Španělsko: Rytíř velkokříže Řádu Alfonse X. Moudrého (24. června 2016)